# Định Không
Thiền sư Định Không (730-808) họ Nguyễn, sư người hương Cổ Pháp, thuộc dòng vọng tộc. Thiền sư là một trong 3 thiền sư thuộc thế hệ thứ 8 thiền phái Tì Ni Đa Lưu Chi, tu hành ở chùa Thiện Chúng, hương Dịch Bảng, phủ Thiên Đức.

## Cơ duyên và hành trạng
Khi tuổi đã nhiều, nhân đi dự hội ở chùa Long Tuyền, nghe Thiền sư Nam Dương giảng kinh, ông lĩnh ngộ tôn chỉ, quy y đạo Phật. Khoảng niên hiệu Đường Trinh Nguyên (785-805) sự dựng chùa Quỳnh Lâm ở bản hương. Khi xây chùa, thợ làm móng đào được một bình hương và mười chiếc khánh đồng. Sư sai người đem ra sông rửa sạch, một chiếc rơi xuống sông trôi liệng mãi đến khi chạm đất mới nằm im.
Sư giải thích rằng: Thập khẩu là chữ cổ, Thủy khứ là chữ Pháp. Còn thổ là chỉ vào hương ta. Nhân đó đổi tên hương Diên Uẩn thành hương Cổ Pháp. Sư có làm bài tụng như sau:
| Rồi Sư đọc kệ rằng: Địa trình pháp khí Nhất phẩm tinh đồng Trị Phật pháp chi hưng long Lập hương danh chi Cổ Pháp | Dịch thơ: Đất bày dâng pháp khí Phẩm chất thuần túy đồng Chuẩn bị cho Phật Pháp hưng long Đặt tên là Cổ Pháp |

| Rồi Sư lại đọc rằng: Pháp khí xuất hiện thập khẩu đồng chung Lý hưng vương tam phẩm thành công. | Dịch thơ: Pháp khí hiện ra mười cái chung đồng Họ Lý làm vua ba phẩm thành công. |

Trước khi quy tịch, sư nói với đệ tử Thông Thiện: Ta muốn mở mang hương ấp, nhưng sợ ngày sau gặp nạn, tất có dị nhân đến phá hoại mạch đất của hương ta. Sau khi ta qua đời, ngươi khéo giữ đạo pháp của ta để sau gặp người họ Đinh thì truyền lại. Thế là ý nguyện của ta được toại thành.
Nói xong, sư cáo biệt rồi qua đời, thọ 79 tuổi. Năm đó là năm Mậu Tý, niên hiệu Đường Nguyên Hòa thứ ba (808).